# Moritz Buchner

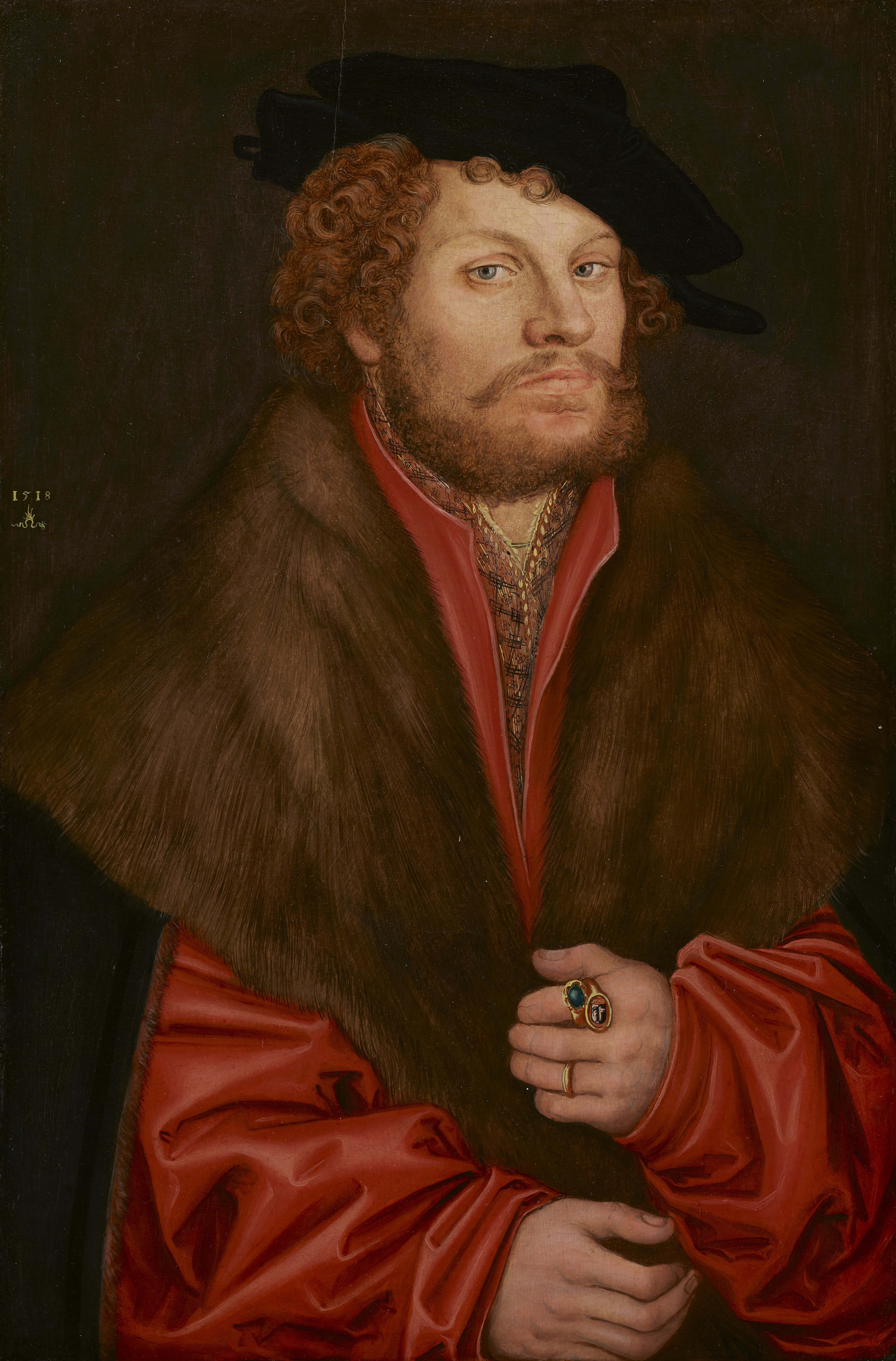
Moritz Buchner, Porträt von Lucas Cranach d. Ä., um 1520

Moritz Buchner (* 1491 in Eisleben; † 27. Juli 1544 in Nürnberg) war ein frühkapitalistischer Großkaufmann in Leipzig.

## Leben
Buchner (zeitweilig auch „Bucher“) gehörte einer fränkisch-sächsischen Familie frühkapitalistischer Kaufleute an, die im Mansfelder Raum den Saigerhandel kontrollierten (vgl. Wikipedia-Art. Buchner (fränkisch-sächsische Familie)). Sein Vater war Moritz (I.) Buchner (1451–1518) aus Eisleben, seine Mutter Regina geb. Müller († 1538) aus Aschersleben. Buchner war seit 1519 zusammen mit seinen Brüdern Lorenz (1481–1534) und Wolf (1497–1566) Mitinhaber der Saigerhütte Gräfenthal, die ihr Großvater Heinrich Buchner 1462 gegründet hatte. Seit 1521 war er Bürger zu Leipzig und vertrat dort als Handelsherr das Familienunternehmen. 1537 ging er nach Nürnberg, wo er starb und beerdigt wurde (vgl. mittlerweile verlorene Inschrift in der Leipziger Thomaskirche).
Moritz Buchner, der zur Unterscheidung von seinem Sohn gleichen Namens auch „Moritz der Ältere“ bezeichnet wurde, ließ sich und seine Frau Anna geb. Lintacher (auch „Lindacker“), eine Tochter des Montanunternehmers Ulrich Lintacher († 1525), von Lucas Cranach d. Ä. porträtieren.

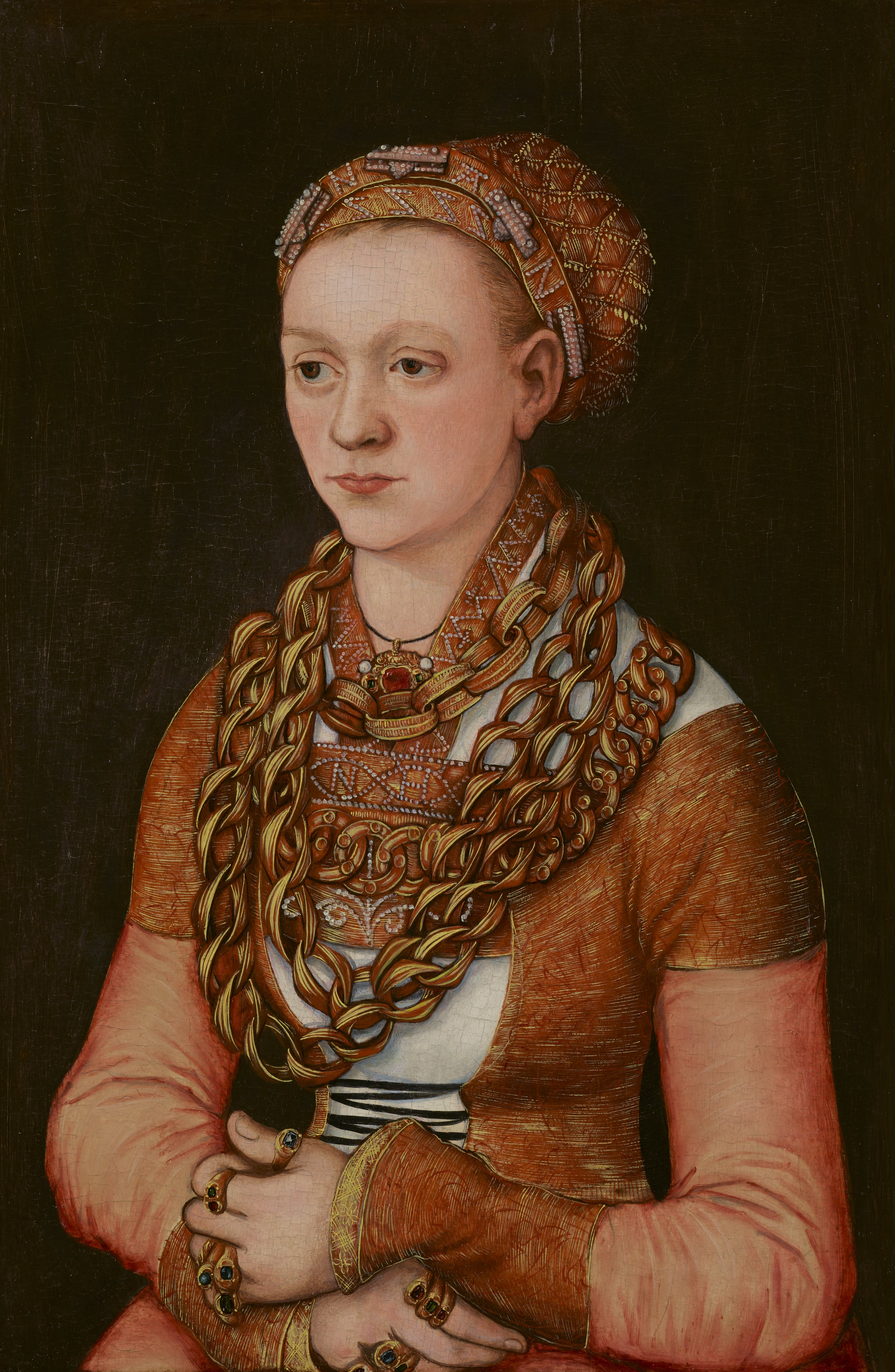
Anna Buchner geb. Lintacher, Porträt von Lucas Cranach d. Ä.

Auf einem heute im Landesmuseum Oldenburg ausgestellten Altarbild von Lucas Cranach d. Ä. (ursprünglich aus der St.-Petri-Kirche in Kulmbach) ist vermutlich Moritz Buchner ebenfalls porträtiert.
Moritz Buchner und Anna geb. Lintacher wurden auf dem Nürnberger Rochusfriedhof beigesetzt. Die Grablege ist mit einem Bronzeepitaph versehen, auf dem ein Doppelwappen abgebildet ist – der linke Schild zeigt das Stammwappen der Familie Buchner, der rechte das der Leipziger Familie Lintacher.

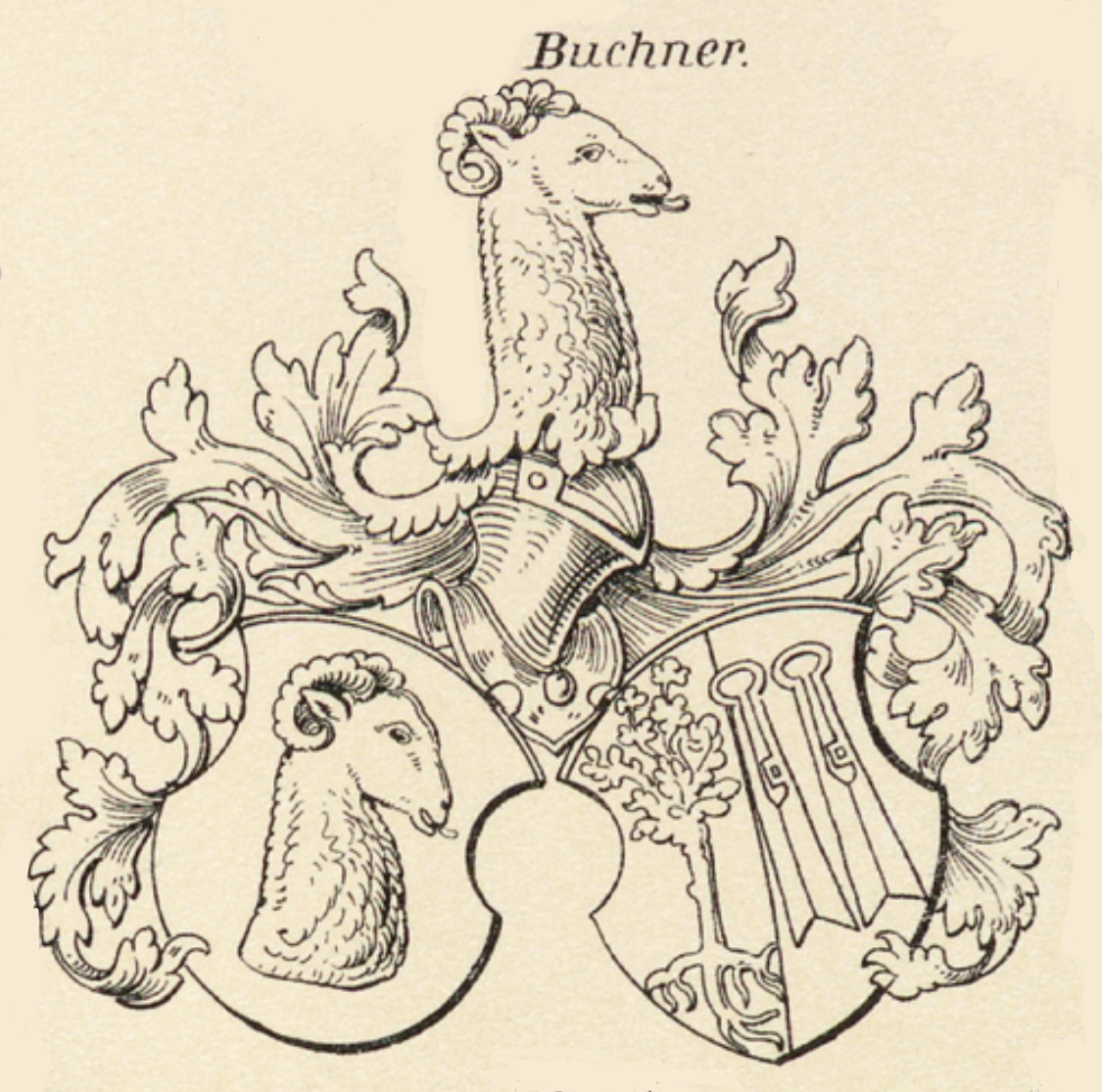
Bronzeepitaph auf der Grablege von Moritz Buchner und Anna Lintacher, nach Siebmacher, 1916, Tafel 42

## Nachkommen
Moritz Buchner hatte zahlreiche, z. T.  prominente Nachkommen:
- Ulrich Buchner (1518–1568), Komtur der Johanniterkommende Werben
- Moritz (III.) Buchner (1520–1567), auch: „Moritz der Jüngere“, Jurist und Offizier in Nürnberg. Von ihm hat sich ein Porträt von Johann Desler erhalten.

- Heinrich Buchner (* 1522)

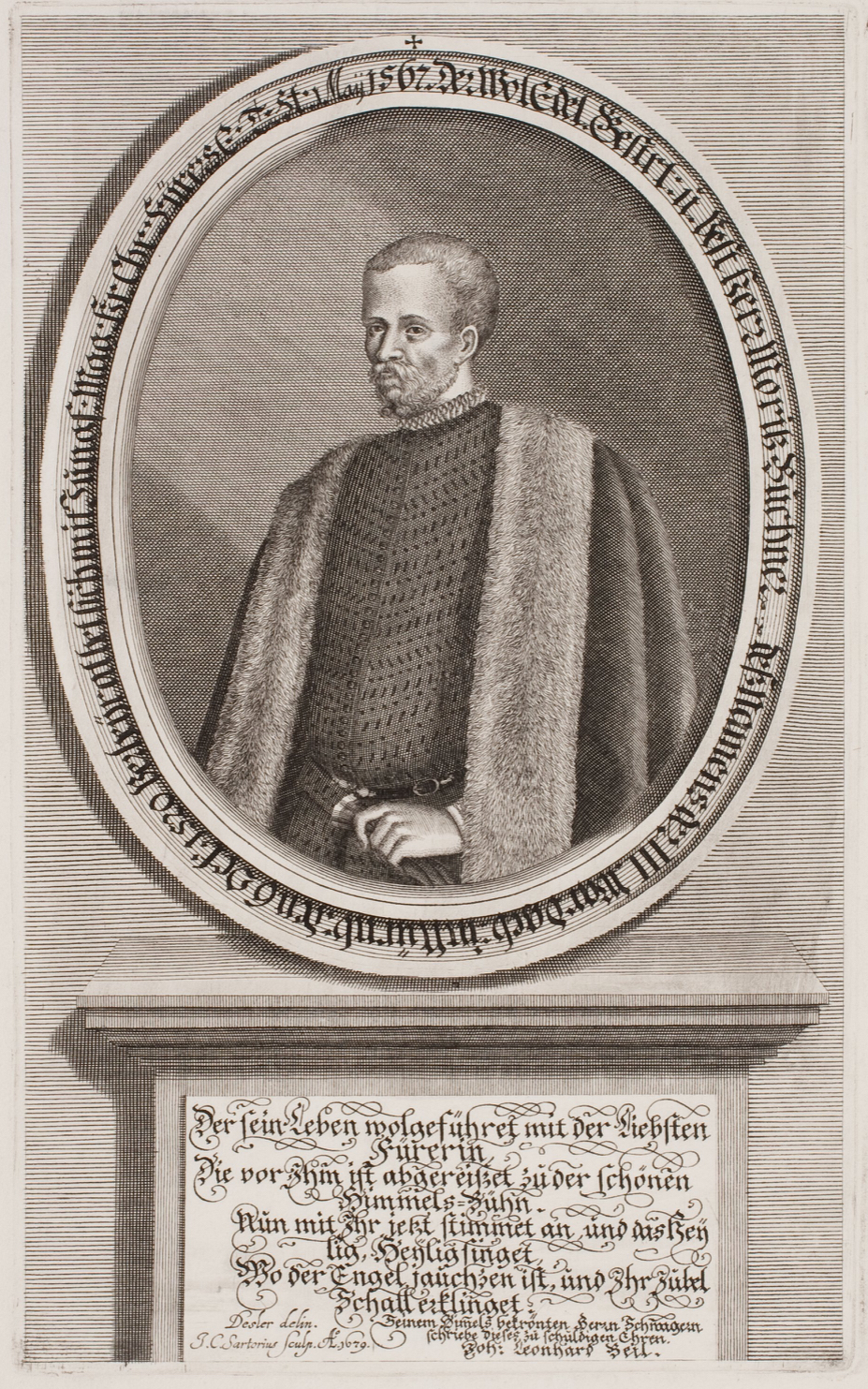
Moritz (III.) Buchner (1520–1567) Porträt von Johann Desler

- Oswald Buchner (* 1524), Offizier zu Laibach/Krain
- Georg Buchner (* 1526)
- Peter Buchner (1528–1582), Bürgermeister von Leipzig